# Snežana Malović

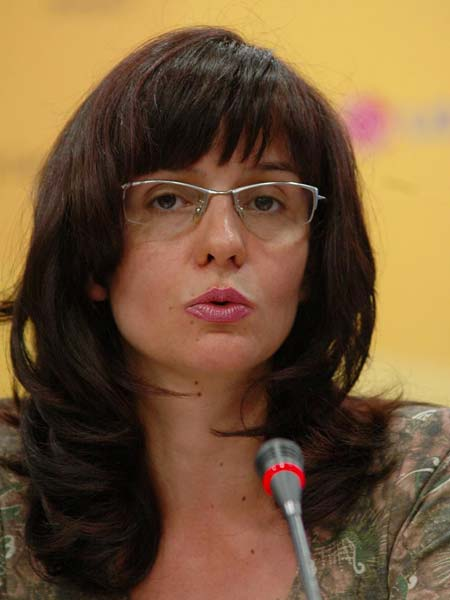
Snežana Malović

Snežana Malović (serbisch-kyrillisch Снежана Маловић; * 10. September 1976 in Belgrad) war die Justizministerin Serbiens.
Malović graduierte 1999 an der Rechtsfakultät der Belgrader Universität und legte ihre Rechtsanwaltsprüfung 2002 ab. Sie arbeitete als stellvertretende Generalsekretärin für den Justizminister von 2001 bis 2002. Von 2004 bis 2007 war sie Generalsekretärin im Amt für Kriegsverbrechen.
Im November 2007 wurde sie Staatssekretärin. Von 2008 bis 2012 war sie Justizministerin der serbischen Regierung im Kabinett Cvetković. Sie spricht neben Serbisch auch Deutsch und Englisch.